# MGPjr 2020
MGPjr 2020 var den 19:e upplagan av MGPjr, NRK:s sångtävling för barn mellan 8 och 15 år. Tävlingen sändes direkt från Oslo Spektrum den 21 mars 2020, och Hennika Eggum Huuse vann med låten "Kan ikke la deg gå". Tävlingen påverkades av den pågående Coronaviruspandemin. Sändningen flyttades bland annat från maj till augusti och tävlingen hölls utan publik i hallen i linje med de nationella infektionsreglerna. Värdar var Selma Ibrahim och Victor Sotberg.

## Arrangemang
Tävlingen var ursprungligen planerad till 23 maj 2020. Den 23 mars meddelade NRK att tävlingen skulle flyttas till hösten 2020 på grund av coronaviruspandemin. Den 20 maj meddelade NRK att finalen skulle hållas den 22 augusti. År 2017, 2018 och 2019 hade finalen hållits i Telenor Arena, men 2020 flyttades finalen tillbaka till Oslo Spektrum.
Sändningen genomfördes utan publik i hallen, eftersom de nationella infektionsreglerna för närvarande förbjudit evenemang med mer än 200 gäster.

## Deltagare och tema
I finalen den 22 augusti 2020 deltog åtta finalister, inte tio som vanligt tidigare. De sista låtarna valdes bland 745 inlämnade inlägg och efter två juryrundor och en audition. År 2019 hade 1857 bidrag mottagits. Temat för tävlingen 2020 och titeln på den gemensamma låten var "Du er perfekt". Enligt NRK representerade bidragen till finalen många olika genrer.
Tävlingen hölls i två omgångar. Först röstade tittarna på tre låtar till superfinalen. De tre superfinalisterna uppträdde sedan igen och tittarna röstade igen och röstade vinnaren. Tittare kunde rösta via NRK-appen Svar-o-meter.

### Första omgången
| Nr | Artistnamn             | Sång                 | Status           |
| -- | ---------------------- | -------------------- | ---------------- |
| 1  | Aisha                  | Press                | Ute av tävlingen |
| 2  | Sunniva                | Tipp topp            | Ute av tävlingen |
| 3  | Elena                  | Bedre enn deg        | Ute av tävlingen |
| 4  | Emu & Abu              | Glemt                | Superfinalist    |
| 5  | Ingeborg               | Her og nå            | Ute av tävlingen |
| 6  | Mina                   | Hun vet hva de heter | Ute av tävlingen |
| 7  | Hennika                | Kan ikke la deg gå   | Superfinalist    |
| 8  | BlixMusic feat. Maiken | Reis deg opp         | Superfinalist    |

### Superfinal
I superfinalen träffades de tre deltagarna som fick flest röster från publiken i första omgången. De tre superfinalisterna tillkännagavs i slumpmässig ordning. Endast vinnaren tillkännagavs och antalet röster är inte känt.
| Nr | Artistnamn             | Sång                 | Status  |
| -- | ---------------------- | -------------------- | ------- |
| 4  | Emu & Abu              | Glemt                | –––     |
| 7  | Hennika                | «Kan ikke la deg gå» | Vinnare |
| 8  | BlixMusic feat. Maiken | «Reis deg opp»       | –––     |

### Vinnare
Elvaåringen Hennika Eggum Huuse vann tävlingen med låten "Kan ikke la deg gå". Hon är dotter till musikerna Jan Eggum och Kaia Huuse.